# Пушкинская улица (Ростов-на-Дону)
Пу́шкинская у́лица (Пу́шкинский бульва́р) — улица в центре Ростова-на-Дону.
Здесь расположено много старинных зданий, памятников, редких деревьев, искусно оформленных клумб. Начинается от Доломановского переулка. Посередине улицы устроен небольшой бульвар, до Будённовского проспекта бульвар занимает 1/5 всей улицы, далее до Ворошиловского проспекта он занимает уже половину всей улицы, а после Ворошиловского проспекта — три четверти всей улицы. После улицы Чехова бульвар занимает всю улицу и она до самого конца имеет статус пешеходной. Улица зелёная и тенистая по сравнению с другими в центре города, на ней находятся две библиотеки, факультет филологии и журналистики ЮФУ (в настоящее время закрыт набор на обучение), музей. Имеет статус парковой зоны.

## История
Первоначально улица называлась Кузнецкой и появилась на плане города в 1870 году. Вдоль северной стороны улицы в начале и в середине XIX века (тогда ещё не находящейся официально на плане города) простиралась степь. Между Кузнецкой и Загородной (ныне — Большой Садовой) улицами располагались сады и Генеральная балка (ныне — улица Согласия, Малый переулок). Здесь, на северной окраине, за Городским садом, предположительно находились кузнечные мастерские. Улица долгое время была неблагоустроенной, часть её проходила прямо по валам и рвам бывшей крепости Дмитрия Ростовского, временами от воды образовывалось непросыхающее болото. Всё стало меняться, начиная с 1870-х годов, когда на Кузнецкой стали строить особняки состоятельные купцы и промышленники. Превращение неказистой улицы в зелёную и благоустроенную, одну из красивейших в городе, связанной с именем известного фабриканта Я. С. Кушнарёва: он в 1881 году выстроил здесь табачную фабрику и клубное заведение, и проявил инициативу о насаждении бульвара. В 1885 году городская дума решила переименовать улицу, назвав её в честь великого поэта. А. С. Пушкин бывал в Ростове проездом несколько раз, впервые — в 1820 году, по дороге на Кавказские минеральные воды, вместе с семьёй генерала Раевского. В Ростове Раевский и Пушкин осмотрели крепость, побывали у Богатого колодезя.
В начале XX века Пушкинская стала второй по значению после Большой Садовой. Здесь появилось электрическое освещение, её украсили купеческие особняки и доходные дома, построенные лучшими архитекторами. Самыми приметными постройками были фабрика и дом В. С. Кушнарёва, Екатерининская женская гимназия, особняк купца И. А. Супрунова, привезённый из Италии, доходный дом Е. М. Шпильрейн, особняки П. И. Крамера, А. А. Домбровского, Н. Е. Парамонова, дом градоначальника. Здесь же находился городской сад.
- Дореволюционные фотографии
- Пушкинская улица
- Женская гимназия

## Современное состояние
На Пушкинской улице рядом с пересечением с Ворошиловским проспектом в 1959 году установлен памятник А. С. Пушкину, авторами которого являются Г. А. Шульц и М. А. Минкус.
Сегодня особый колорит Пушкинской создают выразительная архитектурная пластика сохранившихся старинных фасадов, уютные маленькие кофейни и магазинчики, тенистые аллеи и уютные скамейки, стелющаяся густым ковром среди пешеходных дорожек зелень, знаменитые пушкинские шары (памятник «Пушкинские герои») — одно из замечательных признаний в любви к великому поэту (автор шаров — скульптор А. А. Скнарин).
В 2010 бульварная часть улицы на участке от Театрального проспекта до Будённовского проспекта получила юридический статус парковой зоны.
В 2011 году началась реконструкция улицы — от Доломановского переулка до Будённовского проспекта.
В 2013 году на Пушкинской улице был организован бесплатный Wi-Fi. В настоящее время не действует.

## Примечательные здания и сооружения
- № 13 — жилой дом И. Т. Бакулина (построен в конце XIX века в стиле эклектика, памятник архитектуры).
- № 19 — жилой дом Бетани В. В. (построен в 1904 году в стиле эклектика).
- № 47 — дом Резниченко
- № 51 — доходный дом Василия Кушнарёва
- № 65 — доходный дом С.Н. Мнацаканова
- № 75 — доходный дом Лащ
- № 78 — дом Гарнакерьяна
- № 79 — особняк Супрунова
- № 83 — особняк Евы Шпильрейн
- № 89/57 — дом Ивана Зворыкина
- № 93 — жилой дом Гавала
- № 106 — доходный дом Бострикиных
- № 114 — особняк Павла Крамера
- № 115 — особняк Петрова
- № 116 — доходный дом Павла Крамера
- № 148 — особняк Парамонова
- № 175а — Донская государственная публичная библиотека

- Здания
- Пушкинская улица
- Доходный дом Л. Н. Кремер
- Доходный дом Бостригиных
- Доходный дом С. Н. Мнацаканова

- Памятники
- Рихарду Зорге у школы № 80
- Михаилу Жванецкому
- Владимиру Высоцкому